# ブラッキー中島隆章
ブラッキー中島隆章（ブラッキー なかじま たかあき　1963年7月14日-）は、日本の実業家・グラフィックデザイナーで、「特定非営利活動法人 森の教育プロジェクト 」理事長、子ども向け自転車教室「ウィーラースクールジャパン」代表、有限会社フェイムイマジネーション代表取締役。奈良芸術短期大学講師。
京都府出身。京都市立芸術大学美術学部卒業。京都府南丹市在住。

## 概要
当時三歳だった息子が、たまたま自転車に乗るのが好きだったことから自転車の世界に入る。以来、日本における自転車普及活動・自転車交通に関する啓蒙活動を行っている。「子供と一緒に楽しむ」をテーマに、ツーリングやレースなどを続けるうちに、ベルギー発の自転車教室と出会い、それ以降ウィーラースクールジャパンを率いる。
廣瀬佳正とともに自転車ロードレースのプロチーム「宇都宮ブリッツェン」の立ち上げに関わっており、チームウェアのデザインも携わる。
2009年に京都府南丹市美山町に移住。2010年より「自転車の聖地プロジェクト」を開始。地域振興活動を行う。
2016年より、デンマーク在住の造形作家「高田ケラー有子」ととも美山町民とデンマーク・Gribskov市民との国際交流をはじめる。
2016年、京都府南丹市美山町和泉にサイクリングと地域貢献のための施設「CYCLE SEEDS」をクラウドファウンディングを活用し建設し、運営する。

## 掲載
- 京都新聞　京都スポーツアラカルト　美山町（南丹市）を自転車のメッカに　2010年5月25日
- Bicycle People 自転車界の挑戦者たち - ブラッキー中島 -（BICYCLE NAVI No.69 2013年5月号 ボイス・パブリケーション）
- 朝日新聞　全国版朝刊「ひと」全国の子どもに自転車の楽しさを教える　2015年8月24日[4]
- Cyclingood　Social ブラッキー中島さんの「守りたい」こと（Cyclingood web Social Report20 株式会社シマノ）

## 出演
- ちちんぷいぷい（毎日放送）「違反自転車の厳罰化について」2012年2月10日
- 妹尾和夫のパラダイスKyoto（KBS京都ラジオ）　造形作家 高田ケラー有子さんと「美山 森の教育プロジェクトグループ 」発起人のブラッキー中島隆章　2016年6月10日
- 谷口流々（KBS京都）「#135 子ども自転車教室代表「ブラッキー中島さん」2021年6月12日